# 11148 Einhardress
11148 Einhardress eller 1997 XO8 är en asteroid i huvudbältet som upptäcktes den 7 december 1997 av OCA–DLR Asteroid Survey (ODAS). Den är uppkallad efter ingenjören Einhard Ress.
Asteroiden har en diameter på ungefär 4 kilometer och den tillhör asteroidgruppen Nysa.